# Peta
Peta (P) – przedrostek jednostki miary oznaczający mnożnik 1 000 000 000 000 000 =  1015 (biliard).

## Peta a pebi
W informatyce oznacza on częściej 250 = 10245 = 1 125 899 906 842 624, np. 1 PB (petabajt) to 250 bajtów (zob. przedrostek dwójkowy). Najczęściej stosowany w przypadku określania pojemności pamięci dyskowej superkomputerów i największych dostawców usług w Internecie.